# Torquato II Conti, III duca di Poli e Guadagnolo
Torquato Conti (Roma, 1591 – Ferrara, 6 giugno 1636) è stato un condottiero italiano che combatté come feldmaresciallo del Sacro Romano Impero nella guerra dei trent'anni.
Successivamente egli divenne duca di Guadagnolo e Generale di S.R. Chiesa (1626) sotto papa Urbano VIII. Era figlio del duca Lotario Conti, II duca di Poli e Guadagnolo, e di Clarissa Orsini. Suo nonno era l'omonimo Torquato Conti (1519-1571), e suo zio il cardinale Carlo Conti.

## Biografia

### Gioventù
Il padre propose per lui la carriera ecclesiastica ed a questo fine egli studiò sotto la tutela del cardinale Odoardo Farnese, un lontano parente della nonna paterna, Violante Farnese dei duchi di Latera, moglie di Torquato I Conti. Per motivi che non ci sono noti, egli scelse invece la carriera militare arruolandosi come volontario nell'esercito dell'Impero spagnolo.
Nel 1616 Conti comandò una compagnia di fanteria che combatteva contro il duca di Savoia Carlo Emanuele I di Savoia, alleato della Francia, in un fallito tentativo di mantenere alla Spagna l'occupazione della città di Alba, che fu invece riconquistata dal Savoia e Torquato venne costretto a riparare in Germania.

### La guerra dei trent'anni
L'evoluzione della carriera di Torquato Conti seguì a grandi linee lo sviluppo della Guerra dei trent'anni ed egli prese parte a numerose battaglie ed assedi fin dall'inizio della guerra.
In Germania, Torquato comandò un corpo di volontari italiani che combatté sotto la bandiera di Ferdinando II, il quale nel 1619 divenne imperatore del Sacro Romano Impero. Conti venne promosso Luogotenente Colonnello e Comandante di Reggimento prima di comandare le truppe legate a Karel Bonaventura Buquoy, prima nell'Assedio di Plzeň e quindi alla battaglia della Montagna Bianca, nel 1620. Egli proseguì sotto il comando del conte di Bucquoy, guidando le truppe all'assedio di Érsekújvár, durante il quale il Bucquoy trovò la morte. Conti guidò un gruppo di soldati per recuperarne il corpo, ma venne fatto prigioniero.
Fu rilasciato parecchi mesi dopo e Ferdinando II ricompensò la sua audacia e costanza affidandogli il comando della guarnigione militare di Olomouc, ove egli si distinse nella difesa della città dagli attacchi di Gábor Bethlen. Nel 1622 Conti lasciò Olomouc e prese parte alla battaglia di Wimpfen. Per la sua lealtà venne promosso al grado di Colonnello e Ciambellano.

### Il pontificato di Urbano VIII
Nel 1623 il cardinale Maffeo Barberini fu eletto papa prendendo il nome di Urbano VIII. A Conti venne affidato il comando delle truppe pontificie in Valtellina, ove si svolsero numerosi scontri fra le potenze avversarie della guerra dei trent'anni, volti alla conquista dei valichi fra Lombardia ed Austria.
Per i servigi resi in Valtellina, Urbano VIII ricompensò Torquato Conti con il titolo di Duca di Guadagnolo e Generale dell'esercito pontificio.
Nel 1626 egli tornò in Germania ove comandò un contingente di truppa fedele ad Albrecht von Wallenstein nella battaglia del Ponte di Dessau. L'anno seguente, mentre il Wallenstein era impegnato nei combattimenti contro Cristiano IV di Danimarca, Conti venne posto a capo delle truppe imperiali nell'Holstein.

#### Gartz e Greifenhagen

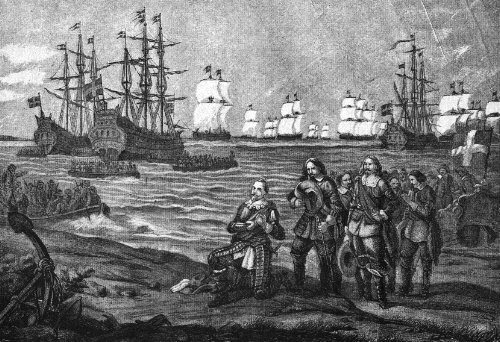
Il re Gustavo Adolfo di Svezia sbarca in Pomerania.

Nel 1629 Torquato Conti si ammalò e dovette rinunciare ai combattimenti in prima linea. Venne nominato feldmaresciallo del Sacro Romano Impero, carica che mantenne fino al 1631, e comandante delle truppe di stanza in Pomerania dopo la Capitolatione di Franzburg, in particolare nelle città strategiche sul fiume Oder di Gartz e Greifenhagen.
L'inizio dell'intervento svedese nella guerra dei trent'anni (1630 - 1635) vide il re svedese Gustavo Adolfo e le sue truppe entrare nei territori del Sacro Romano Impero attraverso il ducato di Pomerania. Conti uscì da Gartz e Greifenhagen per andare incontro alle forze svedesi che sbarcavano. Il 9 luglio 1630 gli svedesi occuparono Stettino ma per quell'anno si accontentarono di essersi installati all'estuario dell'Oder. Il ducato di Pomerania capitolò e l'ultimo suo duca, Boghislao XIV di Pomerania ed i suoi consiglieri negoziarono con gli svedesi giungendo nell'estate del 1630 alla sottoscrizione del Trattato di Stettino con re Gustavo Adolfo.

### La ritirata
Costretto a ritirarsi sotto l'avanzare dell'armata svedese di Gustavo Adolfo, Conti ordinò alle sue truppe, interpretando anche un invito dell'imperatore Ferdinando II, di bruciare le case, distruggere i villaggi ed in genere causare il maggior danno possibile ai beni ed alle persone nemiche. Le sue azioni furono così ricordate:
(The history of the Thirty Years' War in Germany)
E da altra fonte:
Quando la popolazione di un villaggio si lamentava del trattamento che aveva ricevuto, Conti ordinava di denudarla, in modo che essi «…avessero un motivo reale per lamentarsi.» Il comportamento di Conti portò a considerare che il duca Bogislao ed il suo popolo siano stati indotti a schierarsi a fianco degli svedesi. Essi vedevano il re Gustavo Adolfo come un'alternativa decisamente preferibile ai violenti saccheggi di Torquato Conti e delle sue truppe imperiali. Di fronte a questa scelta il trattato di Stettino può essere considerato più una salvezza per la gente di Pomerania che una capitolazione.

### Ritiro ed ultime attività
In settembre il comandante di Conti, von Wallenstein, fu licenziato dall'imperatore i cui consiglieri temevano ch'egli stesse progettando un colpo di Stato assumere il controllo dell'Impero.
Allo stesso tempo Conti lanciò un attacco contro la città di Stettino ma venne respinto. Vedendo che Gustavo Adolfo non aveva interesse ad attaccare le sue posizioni, Conti inviò un messaggio al monarca suggerendo una tregua per il sopravveniente inverno. Irritato dalle notizie sulle devastazioni prodotte dalle truppe del Conti, Gustavo Adolfo rispose:«Gli svedesi sanno combattere in inverno come in estate.»
Sofferente probabilmente di un tumore e scoraggiato dalla risposta del re svedese, Conti lasciò il suo posto al colonnello Hannß Casimir von Schaumberg. Sia Gartz che Greifenhagen, delle quali Conti aveva comandato le guarnigioni, vennero presto conquistate dagli svedesi.
Conti ricevette a Vienna una onorevole congedo militare e venne insignito da papa Urbano VIII con il titolo di Gonfaloniere della Chiesa.

### Matrimonio e morte
Considerata conclusa la sua carriera militare, Torquato Conti si sposò nel 1633 a Ferrara con la contessa Felice Sassatelli, una gentildonna di Imola, dama di compagnia di Isabella di Savoia, moglie di Alfonso III d'Este, duca di Modena e Reggio, e che era al suo terzo matrimonio avendo infatti sposato in prime nozze il nobile Felice Pratonieri, morto nel 1601, e in seconde nozze il marchese Ernesto Bevilacqua, morto nel 1624. Da questo matrimonio, tuttavia, contrariamente a quanto sperava, non ebbe figli. Alla morte di costei, avvenuta nel 1634 poté ereditare, dopo una lunga lite con i gesuiti in cui fu sostenuto dalle sue influenti amicizie romane, un'ingente somma di denaro e la tenuta detta delle Arioste a Bagnolo di Po.
Tali possedimenti, che traevano il nome dalla famiglia Ariosto, costituivano l'eredità ricevuta dalla contessa Felice dalla figlia a lei premorta, Anna Maria, avuta dal secondo marito, Ernesto Bevilacqua, nella cui famiglia erano giunti come bene dotale di Bradamante d'Este moglie di Ercole Bevilacqua e madre di Ernesto.
E nella villa delle Arioste di Bagnolo di Po, Torquato II morì il 6 giugno 1636 (altri riportano il 6 marzo); il cadavere venne provvisoriamente tumulato nella chiesa di San Domenico in Ferrara e da lì, dopo qualche anno, venne trasportato in Poli e seppellito accanto agli antenati nella chiesa di Santo Stefano. Il fratello Appio III gli subentrò nel governo dei suoi ducati di Poli e Guadagnolo.

## Torquato Conti neI Promessi sposi
Torquato Conti viene citato ne I promessi sposi (cap. XXX) come uno degli ufficiali dell'esercito imperiale in marcia attraverso la Lombardia.
(Alessandro Manzoni, I promessi sposi, cap. XXX, 220-225)

## Ascendenza
|                                                      |                                       |                                     | Genitori                   |  |  | Nonni |  |  | Bisnonni                     |  |  | Trisnonni                     |  |
|                                                      |                                       |                                     |                            |  |  |       |  |  | Carlo Conti, signore di Poli |  |  | Giulio Conti, signore di Poli |  |
|                                                      |                                       |                                     |                            |  |  |       |  |  | Carlo Conti, signore di Poli |  |  | Giulio Conti, signore di Poli |  |
|                                                      |                                       | Giacoma Conti                       |                            |  |  |       |  |  | Carlo Conti, signore di Poli |  |  |                               |  |
| Torquato I Conti, I duca di Poli e Guadagnolo        |                                       |                                     |                            |  |  |       |  |  | Carlo Conti, signore di Poli |  |  |                               |  |
|                                                      |                                       | Maria Tarquinia Savelli             | Antimo Savelli             |  |  |       |  |  |                              |  |  |                               |  |
|                                                      |                                       | Maria Tarquinia Savelli             | Antimo Savelli             |  |  |       |  |  |                              |  |  |                               |  |
|                                                      |                                       | Maria Tarquinia Savelli             | Giulia Conti               |  |  |       |  |  |                              |  |  |                               |  |
| Lotario Conti, II duca di Poli e Guadagnolo          |                                       | Maria Tarquinia Savelli             |                            |  |  |       |  |  |                              |  |  |                               |  |
|                                                      |                                       | Galeazzo I Farnese, duca di Latera  | Pier Bertoldo Farnese      |  |  |       |  |  |                              |  |  |                               |  |
|                                                      |                                       | Galeazzo I Farnese, duca di Latera  | Pier Bertoldo Farnese      |  |  |       |  |  |                              |  |  |                               |  |
|                                                      |                                       | Galeazzo I Farnese, duca di Latera  | Battistina dell’Anguillara |  |  |       |  |  |                              |  |  |                               |  |
| Violante Farnese                                     |                                       | Galeazzo I Farnese, duca di Latera  |                            |  |  |       |  |  |                              |  |  |                               |  |
|                                                      |                                       | Isabella dell’Anguillara            | Giuliano dell’Anguillara   |  |  |       |  |  |                              |  |  |                               |  |
|                                                      |                                       | Isabella dell’Anguillara            | Giuliano dell’Anguillara   |  |  |       |  |  |                              |  |  |                               |  |
|                                                      |                                       | Isabella dell’Anguillara            | Girolama Farnese           |  |  |       |  |  |                              |  |  |                               |  |
| Torquato II Conti, duca di Poli e Guadagnolo         |                                       | Isabella dell’Anguillara            |                            |  |  |       |  |  |                              |  |  |                               |  |
|                                                      | Camillo Orsini, marchese di Atripalda | Paolo Orsini, marchese di Atripalda |                            |  |  |       |  |  |                              |  |  |                               |  |
|                                                      | Camillo Orsini, marchese di Atripalda | Paolo Orsini, marchese di Atripalda |                            |  |  |       |  |  |                              |  |  |                               |  |
|                                                      | Camillo Orsini, marchese di Atripalda | Giulia Santacroce                   |                            |  |  |       |  |  |                              |  |  |                               |  |
| Latino Orsini, marchese di Mentana (figlio naturale) | Camillo Orsini, marchese di Atripalda |                                     |                            |  |  |       |  |  |                              |  |  |                               |  |
|                                                      |                                       | …                                   | …                          |  |  |       |  |  |                              |  |  |                               |  |
|                                                      |                                       | …                                   | …                          |  |  |       |  |  |                              |  |  |                               |  |
|                                                      |                                       | …                                   | …                          |  |  |       |  |  |                              |  |  |                               |  |
| Clarice Orsini                                       |                                       | …                                   |                            |  |  |       |  |  |                              |  |  |                               |  |
|                                                      |                                       | Bernardo Salviati, cardinale        | Jacopo Salviati            |  |  |       |  |  |                              |  |  |                               |  |
|                                                      |                                       | Bernardo Salviati, cardinale        | Jacopo Salviati            |  |  |       |  |  |                              |  |  |                               |  |
|                                                      |                                       | Bernardo Salviati, cardinale        | Lucrezia de’ Medici        |  |  |       |  |  |                              |  |  |                               |  |
| Lucrezia Salviati (figlia naturale)                  |                                       | Bernardo Salviati, cardinale        |                            |  |  |       |  |  |                              |  |  |                               |  |
|                                                      |                                       | …                                   | …                          |  |  |       |  |  |                              |  |  |                               |  |
|                                                      |                                       | …                                   | …                          |  |  |       |  |  |                              |  |  |                               |  |
|                                                      |                                       | …                                   |                            |  |  |       |  |  |                              |  |  |                               |  |
|                                                      |                                       | …                                   |                            |  |  |       |  |  |                              |  |  |                               |  |